# 샤도프 김나지움

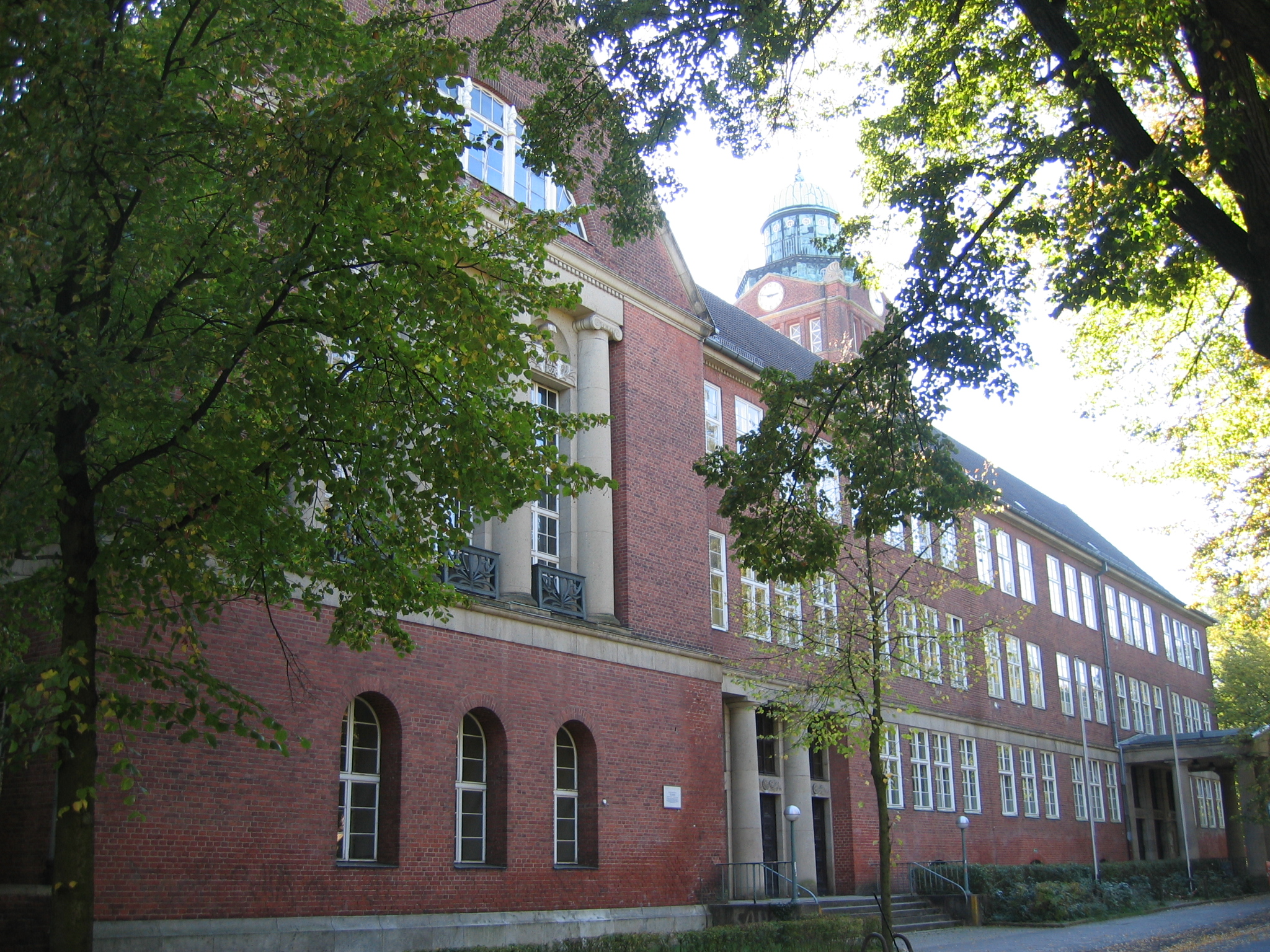

샤도프 김나지움(독일어: Schadow-Gymnasium)은 독일 베를린에 있는 12년제 초중고등학교이다.

## 개교
이 학교는 1895년에 첫 개교되었으며 현재에 이르고 있는 독일 베를린의 오랜 역사가 깃드러진 공립 기숙 학교 중 하나이다.